# Котюжанский район
Котюжа́нский райо́н (молд. raionul Cotiujeni, молд. районул Котюжень) — административно-территориальная единица Молдавской ССР, существовавшая с 11 ноября 1940 года по 9 января 1956 года.

## История
Как и большинство районов Молдавской ССР, образован 11 ноября 1940 года, центр — село Котюжаны. До 16 октября 1949 года находился в составе Сорокского уезда, после упразднения уездного деления перешёл в непосредственное республиканское подчинение.
С 31 января 1952 года по 15 июня 1953 года район входил в состав Бельцкого округа, после упразднения окружного деления вновь перешёл в непосредственное республиканское подчинение.
31 октября 1957 года Котюжанский район был ликвидирован, его территория была разделена между соседними Резинским и Флорештским районами в соотношении примерно 1:2..
10 ноября 1980 года был образован Шолданештский район, куда вошло около 60 % территории бывшего Котюжанского района, в том числе вся территория, переданная Резинскому району.

## Административное деление
По состоянию на 1 января 1955 года Котюжанский район состоял из 14 сельсоветов: Вад-Рашковский, Верхнекугурештский, Домулужанский, Котюжанский, Куничский, Кушмирский, Климауцкий, Нижнекугурештский, Кобыльнянский, Новопроданештский, Погорнский, Речештский, Шестачский и Штефанештский.